# Oratorio delle Crocifissine
L'oratorio delle Crocifissine ( del Crocifisso della Morte) si trova a Pistoia, in via della Provvidenza.

## Storia e descrizione
Fa parte di un vasto complesso costituito in origine da due diversi nuclei, il convento di San Bernardino, fondato nel 1445 e comunemente chiamato di San Giorgio, e l'ospedale di Fra' Matteo, che prese il nome del suo primo governatore, fondato tra il 1320 e il 1330.
La chiesa, originariamente assai modesta, fu ampliata a partire dal 1498 su disegno di Ventura Vitoni; al suo interno era conservato un Crocifisso oggetto di grande venerazione, detto Crocifisso della morte, denominazione che fu poi estesa alla chiesa e all'intero ospedale.
Nel 1530 il complesso passò ai padri apostolini e dal 1744 vi ha trovato spazio un conservatorio femminile, retto dalle pericolanti, dette crocifissine in relazione al Crocifisso "miracoloso".